# Liste des cours d'eau du Gard
Pour un article plus général, voir Géographie du Gard.

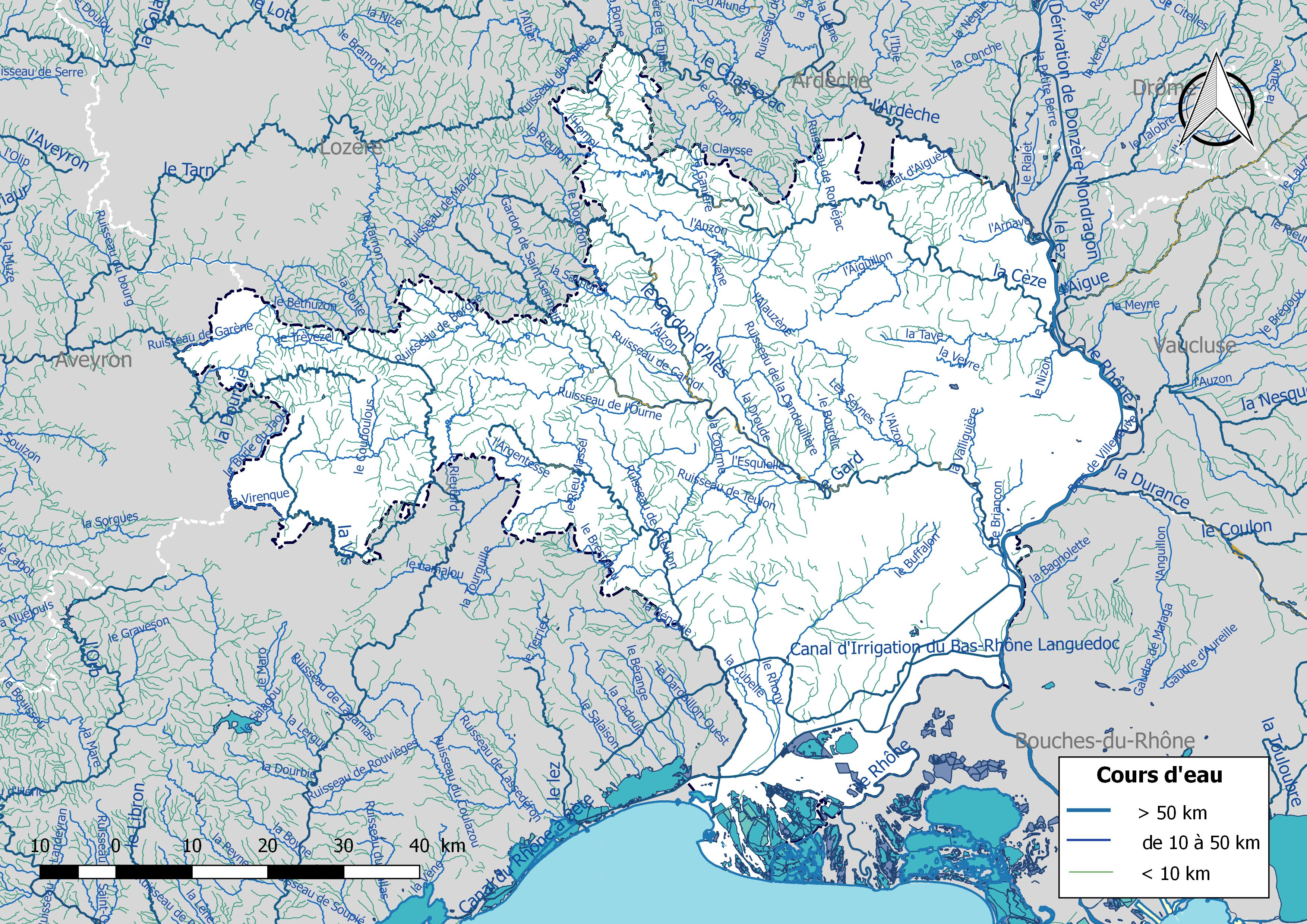
Réseau hydrographique du département du Gard.

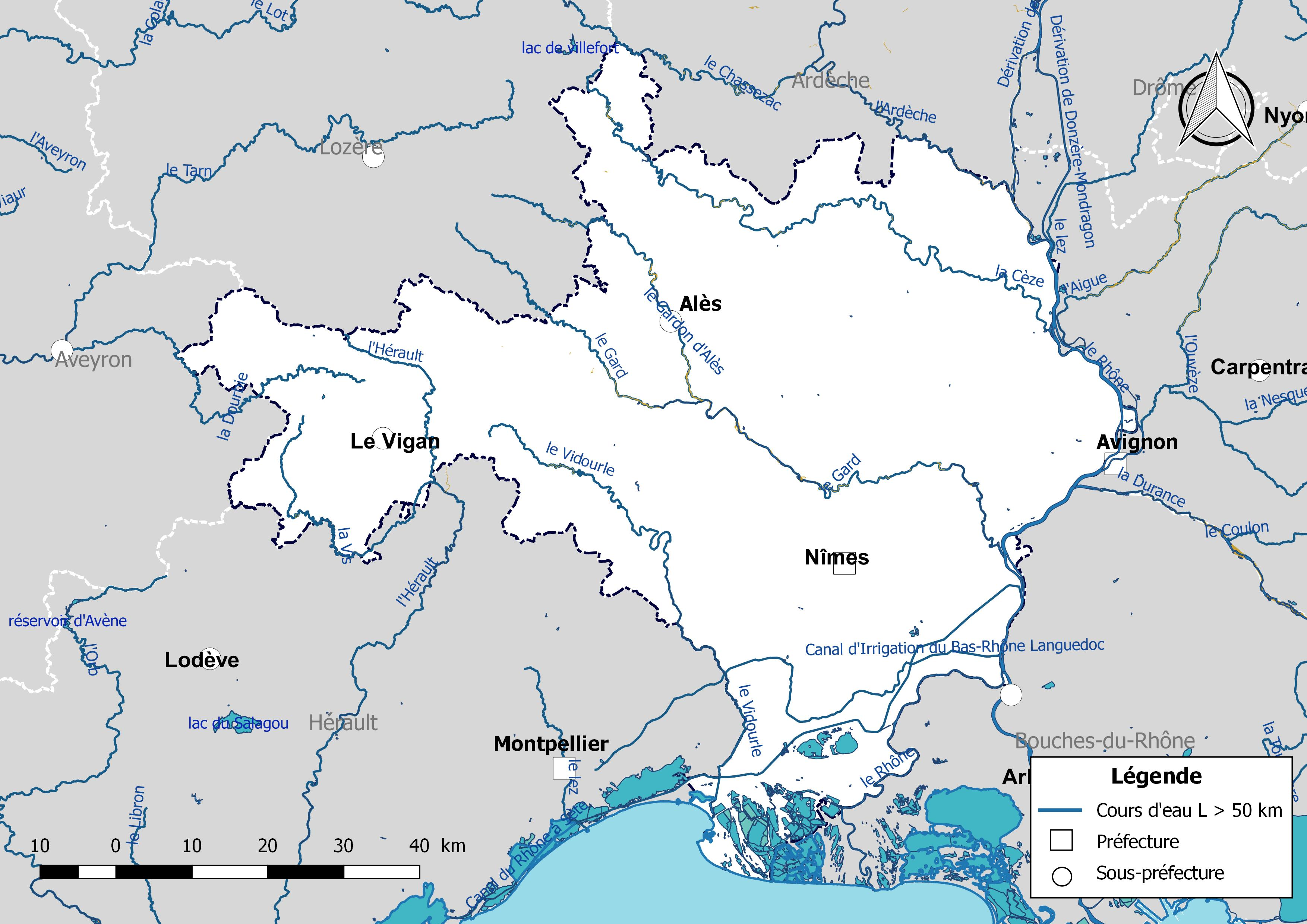
Carte des cours d'eau de longueur supérieure à 50 km drainant le département du Gard.

Liste des fleuves, rivières et autres cours d'eau qui parcourent en partie ou en totalité le département du Gard, en région Languedoc-Roussillon. La liste présente les cours d'eau, généralement de plus de 10 km de longueur, sauf exceptions.

## Classement par ordre alphabétique
- Aigalade[S 1] - Aiguillon[S 2] - Alzon (affluent de l'Hérault)[S 3] - Alzon (rivière) - Amalet - Amous - Ardèche - Argentesse[S 4] - Arre[S 5] - Avène
- Bay - Bénovie[S 6] - Bonheur - Bourdic - Brestalou[S 7]
- Canal du Bas-Rhône Languedoc[S 8] - Cèze[S 9] - Chassezac - Claysse - Coudoulous[S 10] - Courme[S 11] - Crespenou[S 12] - Crieulon - Cubelle
- Dourbie[S 13] - Droude
- Elbès[S 14]
- Galeizon - Gardon - Gardon d'Alès - Gardon d'Anduze - Garène
- Hérault[S 15] - Homol
- Lingas - Luech
- Quinquillan[S 16]
- Razil - Recodier[S 17] - Rieu Massel[S 18] - Rhône[S 19] - Rhôny[S 20] - Rieutord[S 21]
- Salindrenque - Seynes
- Tave[S 22] - Trèvezel[S 23]
- Vidourle[S 24] - Virenque[S 25] - Vis[S 26] - Vistre[S 27]

## Classement par fleuve et bassin versant
Les bassins versants du Gard sont de la Garonne, de l'Hérault, du Rhône, du Vidourle, du Vistre et dans le sens amont vers aval :
- la Garonne, 528,7 km[S 28]
  - le Tarn, 380,2 km[S 29]
    - la Dourbie, 71,9 km[S 13]
      - le Garène
      - le Lingas
      - le Trèvezel, 29,6 km[S 23]
        - le Bonheur

- le Rhône, 544,9 km[S 19]
  - l'Ardèche
  - le canal d'irrigation du Bas-Rhône Languedoc[S 8],
  - le Vieux Vistre (rd), 49,4 km[S 27].
    - le Rhony (rd), 21,2 km[S 20].

  - la Cèze, 128,31 km[S 9].
    - l'Aiguillon, 22 km[S 2].
    - la Claysse
    - la Tave, 30,5 km[S 22].
    - l'Homol
      - l'Amalet

    - le Luech
    - la Tave

  - le Chassezac
  - le Gardon
    - l'Alzon
      - les Seynes

    - le Bourdic
    - la Droude
    - le Gardon d'Alès
      - le Galeizon
        - le Salindrenque

°°°°° L'Avène
- -     -       - le Gardon d'Anduze
        - l'Amous

- l'Hérault, 147,6 km[S 15]
  - l'Alzon, 12,5 km[S 3]
  - l'Arre, 23,6 km[S 5]
    - le Coudoulous, 12,6 km[S 10]

  - le Rieutord, 26,3 km[S 21]
    - l'Elbès, 6 km[S 14]
    - le Recodier, 6,3 km[S 17]

  - la Vis, 57,8 km[S 26]
    - la Virenque, 24,5 km[S 25]

- le Vidourle, 95,2 km[S 24]
  - le ruisseau d'Aigalade, 13,4 km[S 1]
  - l'Argentesse, 10,3 km[S 4]
  - la Bénovie, 23 km[S 6]
  - le Brestalou, 18,3 km[S 7]
  - la Courme, 18,7 km[S 11]
  - la Rivière Crespenou, 12,9 km[S 12]
  - le Crieulon
  - le ruisseau du Quinquillan, 11,2 km[S 16]
    - le Bay

  - le Rieu Massel, 22,2 km[S 18]

- le Vistre
  - la Cubelle
  - le Razil
  - le Rhôny

## Hydrologie
la Banque Hydro a référencé les cours d'eau suivants : 
- la Dourbie à Dourbies[BH 1],[BH 2],[BH 3],
- le Lingas à Dourbies (Lingas)
- le Bonheur à Saint-Sauveur-Camprieu
- le Trèvezel à Trèves
- le Rhône à :
  - Beaucaire, Pont-Saint-Esprit, Roquemaure
- La Cèze à : 
  - Sénéchas, Gaujac (Barrage de Sénéchas), Chambon, Aujac, Bessèges, Tharaux, Saint-André-de-Roquepertuis, Montclus, La Roque-sur-Cèze, Bagnols-sur-Cèze (sur le pont), Bagnols-sur-Cèze (Étiage CNR), Chusclan
- l'Homol à :
  - Sénéchas (Echelette), Sénéchas (Davaladou)
- le Luech à Chambon
- la Gagnière à Gagnières (Bannes)
- l'Auzonnet aux : 
  - Mages, (Apport de la Cèze) à Allègre (Pont d'Auzon)
- la source de Goudargues à Goudargues (Goudargues)
- le Gardon de Mialet à :
  - Générargues (Roucan), Mialet (en amont du camping), Saint-Jean-du-Pin (Aubignac)
- le Gardon de Saint-Jean à :
  - Corbès (Roc Courbe), Saint-Jean-du-Gard (Bâtiment communal), L'Estréchure (Soucis), Saumane
- la Salindrenque, à Alès (Malerargues)
- la Coulègne, à Colognac
- le Gardon d'Anduze, à Anduze (sous le pont du train)
- l'Amous, à Générargues
- le Gardon d'Alès à :
  - Alès (Pont Vieux), Branoux-les-Taillades (Cambous), Sainte-Cécile-d'Andorge (Barrage)
- le Gardon à :
  - Saint-Hilaire-de-Brethmas, Boucoiran-et-Nozières (Pont de Ners), Ners (dans le pont RN 106), Sainte-Anastasie,
- le Galeizon, à Saint-Paul-la-Coste (Aube-Morte)
- le Bourdic, à Aubussargues
- le Gard à :
  - Sanilhac-Sagriès (La Baume), Collias
- l'Alzon, à Uzès (Moulin de Bargeton)
- le Gardon (Gardon réunis) à :
  - Remoulins (Étiage CNR) (Pont Neuf)
- l'Hérault à :
  - Valleraugue, Saint-André-de-Majencoules (Padens), Saint-Julien-de-la-Nef
- l'Arre, au Vigan,
- la Vis à :
  - Saint-Laurent-le-Minier, Blandas (Lafoud de la Vis),
- le Vidourle à :
  - Alès (La Panserie), Conqueyrac (Barrage de Conqueyrac), Saint-Hippolyte-du-Fort (Rieu Massel), Pompignan (Barrage de Ceyrac), Quissac, Sauve (Sabatier), Salinelles (Moulin de Runel), Vic-le-Fesq, Gallargues-le-Montueux (Autoroute A9), Sommières, Aigues-Mortes (Portes du Vidourle)
- le Crieulon à :
  - Bragassargues (La Rouvière), La Rouvière (Barrage de La Rouvière)
- le Vistre à :
  - Nîmes (Petit Vistre A54), (Vistre fontaine) à Nîmes (Cadereau d'Alès), Caissargues, Vauvert (Après le rond-point), Bernis, Rodilhan (Pont de Car), Vestric-et-Candiac, (Le Rhôny) au Cailar (sur le Rhôny), (Le Rhôny) à Vergèze (Rhôny A9), (lit mineur) au Cailar.